# El Burgo de Osma
El Burgo de Osma (oficialment El Burgo de Osma - Ciudad de Osma) és un municipi espanyol ubicat a la província de Sòria, dins la comunitat autònoma de Castella i Lleó. És a 58 km al sud-oest de Sòria capital, per la carretera Nacional 122 en direcció a Aranda de Duero (Burgos).

## Població
El Burgo de Osma té 5.015 habitants (INE 2007).
| 1497 f | 1515 f | 1553 f | 1717 | 1787 | 1857 | 1877 | 1887 | 1900 | 1910 |
| ------ | ------ | ------ | ---- | ---- | ---- | ---- | ---- | ---- | ---- |
| -      | -      | -      | -    | -    | 3104 | 3002 | 3434 | 3378 | 3564 |

| 1920 | 1930 | 1940 | 1950 | 1960 | 1970 | 1981 | 1990 | 1992 | 1994 |
| ---- | ---- | ---- | ---- | ---- | ---- | ---- | ---- | ---- | ---- |
| 3426 | 3404 | 3561 | 3443 | 3112 | 5954 | 5046 | -    | -    | -    |

| 1996 | 1998 | 2000 | 2002  | 2004  | 2006  | 2008  | 2010  | 2012  | 2014  |
| ---- | ---- | ---- | ----- | ----- | ----- | ----- | ----- | ----- | ----- |
| -    | -    | -    | 5.086 | 5.032 | 5.055 | 5.158 | 5.287 | 5.228 | 5.153 |

| 2016  | 2018  | 2020  | 2022  | 2024  | 2026 | 2028 | 2030 | 2032 | 2034 |
| ----- | ----- | ----- | ----- | ----- | ---- | ---- | ---- | ---- | ---- |
| 5.005 | 4.926 | 5.038 | 5.023 | 5.204 | -    | -    | -    | -    | -    |

| Entitat de població   | Habitants |
| --------------------- | --------- |
| Alcubilla del Marqués |           |
| Barcebal              |           |
| Barcebalejo           |           |
| Berzosa               |           |
| El Burgo de Osma      |           |
| La Olmeda             |           |
| La Rasa               |           |
| Lodares de Osma       |           |
| Navapalos             |           |
| Osma                  |           |
| Río Abión             |           |
| Río Caracena          |           |
| Río Lobos             |           |
| Río Sequillo          |           |
| Río Ucero             |           |
| Santiuste             |           |
| Sotos del Burgo       |           |
| Torralba del Burgo    |           |
| Valdegrulla           |           |
| Valdelubiel           |           |
| Velasco               |           |
| Vildé                 |           |
| Font: Idescat         |           |

## Història

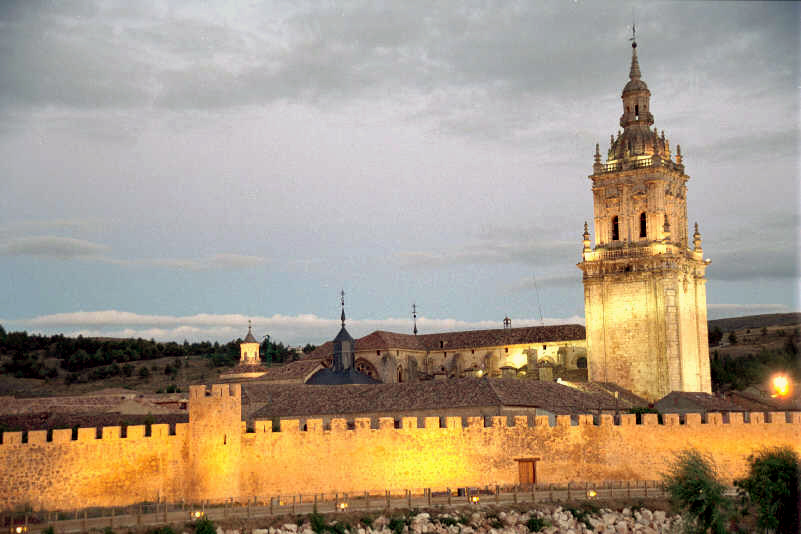
Vista nocturna de la catedral i muralles del Burgo de Osma.

La primitiva ciutat arèvaca d'Uxama tenia l'assentament al Cerro Castro, a escassa distància de l'actual població d'El Burgo de Osma, i allà va romandre durant la dominació romana. D'ambdós períodes en queden apreciables restes arqueològiques que ho testifiquen; tant al turó d'Uxama com al pla, a l'actual nucli d'Osma. En època visigoda va canviar el seu nom pel d'Oxoma o Osoma, alhora que li era reconeguda la seva importància en ser elevada al rang de seu episcopal l'any 597. La invasió musulmana també va caracteritzar aquesta pròspera ciutat que els seus conquistadors van anomenar Waxsima; de la seva permanència en dona fe la talaia àrab que encara perdura al turó d'Uxama.
Durant el segle x, l'Osma cristiana altmedieval (desplaçada en aquell moment al turó veí, al marge esquerre del riu Ucero, presidit pel seu castell) sofreix les mateixes vicissituds bèl·liques que les veïnes places fortes de Gormaz i San Esteban, passant amb freqüent alternança d'unes a altres mans, i sent escenari de la derrota musulmana en la batalla d'Osma de 933 i la batalla d'Osma de 934, per acabar definitivament en les cristianes després de la desaparició d'Almansor. A partir de llavors, i progressivament, la població va anar abandonant el turó del castell i es va traslladar al pla, ocupant el lloc de l'actual població d'Osma, a la vora dreta de l'Ucero.
Restaurada la diòcesi, n'és nomenat bisbe Pere de Bourges (o Sant Pere d'Osma), qui n'ocupa la seu entre els anys 1101 i 1109. Se li atribueix la construcció de la primitiva catedral romànica sobre la base d'un antic temple visigot dedicat a Sant Miquel, les restes del qual es trobaven al burg establert al pla de l'altre marge, l'esquerre, del riu Ucero.
A partir d'aquest moment, es va produir en el petit nucli burgès una ràpida transformació urbana en detriment d'Osma, assolint entitat jurídica independent d'ella per privilegi d'Alfons VIII, constituint-se la vila d'El Burgo de Osma.
El prelat oxomenc Juan Domínguez, que va ocupar la càtedra episcopal entre els anys 1231 i 1240, va ordenar la demolició de la catedral romànica, obsoleta al seu entendre en mida i qualitat, per reedificar-la sota els cànons estilístics del nou art gòtic. Un altre mitrat, Pedro de Montoya, dotaria la vila el segle xv de les muralles que avui en dia encara es conserven.

## Fills il·lustres
- Marcelino Camacho, sindicalista i polític.
- Mariano Álvarez de Castro, general a la Guerra de la Independència Espanyola.
- Manuel Ruiz Zorrilla, polític d'esquerres de la Primera República Espanyola.
- Jesús Gil y Gil, empresari i president de l'Atlètic de Madrid.
- Juan José Lucas, president de la Junta de Castella i Lleó i ministre de la presidència espanyol.
- Casimiro López Llorente, bisbe de la Diòcesi de Sogorb-Castelló.
- Federico Olmeda (1865-1909), compositor i musicògraf.